# Frondoso edén del corazón
Frondoso edén del corazón es una película uruguaya de 2015. Escrito y Dirigido por Jumma Fodde, es un drama de suspenso protagonizado por Diego Arbelo, Victoria Novick y Sofía Etcheverry. Se trata del segundo largometraje de Fodde como guionista, y su ópera prima como director.

## Sinopsis
Diego es un creativo publicitario que lleva una vida idílica junto a Jacobine, una novia que lo adora sin limitaciones y con quien espera un hijo. Esta pintura hermosa empieza a resquebrajarse cuando Diego se involucra con Mamina, una linyera que lo provee de una poderosa sustancia alucinógena que le genera una adicción incontenible y lo lleva a la locura. Las cosas se complican más cuando Diego secuestra y lleva a su casa a la horrible criatura que produce el elemento clave en la preparación de este brebaje.
Entre el humor negro, el romance, la sicodelia y el terror, la película reflexiona sobre las dinámicas del amor y los miedos más profundos en torno a la paternidad.

## Protagonistas
- Diego Arbelo (Diego)
- Victoria Novick (Jacobine)
- Sofía Etcheverry (Mamina, la linyera)